# ヘンドリック・カシミール2世 (ナッサウ＝ディーツ侯)
ヘンドリック・カシミール2世またはハインリヒ・カジミール2世（蘭:Hendrik Casimir II van Nassau-Dietz；独:Heinrich Casimir II. von Nassau-Dietz, 1657年1月18日 - 1696年3月25日）は、ナッサウ＝ディーツ侯（在位：1664年 - 1696年）、フリースラント州、フローニンゲン州、ドレンテ州の総督。現在のオランダ王家の直接の始祖である。

## 生涯
ナッサウ＝ディーツ侯ウィレム・フレデリックとその妻でオラニエ公フレデリック・ヘンドリックの娘であるアルベルティーネ・アグネスの間の一人息子として生まれた。1664年に父が不慮の事故で亡くなると、わずか7歳でフリースラント、フローニンゲン、ドレンテの3州の総督職を受け継いだが、国政は母親が摂政として執り行った。
6歳年上の従兄でホラント州総督のウィレム3世に関しては、幼い頃から母親に優秀なウィレム3世を模範とするように言われ続けたせいで劣等感を持ち、快く思っていなかった。1677年、ヘンドリック・カシミール2世は落馬事故に遭った後、ウィレム3世の軍隊を離れている。彼は結婚後はウィレム3世と親しく関わるようになり、ウィレム3世に1687年に誕生した息子ヨハン・ウィレム・フリーゾの洗礼の代父になってもらった。翌1688年、ヘンドリック・カシミール2世はウィレム3世によるイングランド出兵（名誉革命）に参加し、1689年にはネーデルラント連邦共和国の元帥に就任したが、まもなくその職を退いた。病気がちで、母の死ぬ2か月前に39歳で亡くなった。
ウィレム3世が1702年に子供のないまま死ぬと、息子のヨハン・ウィレム・フリーゾがオラニエ公位を引き継いだ。これにより、ウィレム1世沈黙公の弟のナッサウ＝ディレンブルク伯ヤン6世の直系であるナッサウ＝ディーツ家がオラニエ＝ナッサウ家を称することになった。

## 子女
1683年11月26日にデッサウにおいて、叔母のヘンリエッテ・カタリーナとその夫のアンハルト＝デッサウ侯ヨハン・ゲオルク2世の間の娘で従妹に当たるヘンリエッテ・アマーリエと結婚し、間に9人の子女をもうけた。
- ウィレム・ヘオルヘ・フリーゾ（1685年 - 1686年）
- ヘンリエッテ・アルベルティーネ（1686年 - 1754年）
- ヨハン・ウィレム・フリーゾ（1687年 - 1711年） - ナッサウ＝ディーツ侯、オラニエ公
- マリア・アマーリア（1689年 - 1711年）
- ソフィア・ヘドウィヒ（1690年 - 1734年） - 1709年、メクレンブルク＝シュヴェリーン公カール・レオポルトと結婚
- イサベレ・シャルロッテ（1692年 - 1757年） - 1725年、ナッサウ＝ディレンブルク侯クリスティアンと結婚
- ヨハンナ・アグネス（1693年 - 1765年）
- ルイーゼ・レオポルディーナ（1695年 - 1758年）
- ヘンリエッテ・カシミーラ（1696年 - 1738年）